# David di Donatello 1960
La cinquena edició dels premis David di Donatello, concedits per l'Acadèmia del Cinema Italià va tenir lloc el 31 de juliol de 1960 al Teatre grecoromà de Taormina. El premi consistia en una estatueta dissenyada per Bulgari.

## Guanyadors

### Millor director
- Federico Fellini - La dolce vita

### Millor productor
- Dino De Laurentiis Cinematografica - La grande guerra (ex aequo)
- Zebra Film - Il generale Della Rovere (ex aequo)

### Millor actor
- Vittorio Gassman - La grande guerra (ex aequo)
- Alberto Sordi - La grande guerra (ex aequo)

### Millor actriu estrangera
- Audrey Hepburn - Història d'una monja

### Millor actor estranger
- Cary Grant - Perseguit per la mort

### Targa d'oro
- Elizabeth Taylor, per la seva interpretació a: De sobte, l'últim estiu (Suddenly, Last Summer); de Joseph L. Mankiewicz
- 20th Century Fox, per la producció de: The Diary of Anne Frank ; de George Stevens
- Grigori Txukhrai, per la seva direcció a: Bal·lada o soldate (Баллада O Cолдатеe)
- Giuseppe Amato, pel conjunt de la seva direcció i producció
- Angelo Rizzoli, pel conjunt de la seva producció
- Titanus, pel conjunt de la seva producció i distribució